# Wai Ren
Wai Ren (外壬) de son nom personnel Zi Fa (子發). Il fut le dixième roi de la dynastie Shang, succédant à son frère Zhong Ding. Il régna de -1549 à -1534 à Ao (隞).

## Règne
Son plus jeune frère, He Dan Jia lui succède.

### Révoltes
Pendant son règne, ses vassaux Pei (邳) et Xian (侁) se sont révoltés contre lui.